# Liga Democrática por la Libertad de Pensamiento
La Liga Democrática por la Libertad de Pensamiento era un partido político neerlandés de ideología socioliberal que estuvo activo entre los años 1901 a 1946, año en el cual se integró en el Partido del Trabajo. 

## Historia
Nace en el año de 1901, de la fusión de dos organizaciones socioliberales holandesas: La Unión Radical escindida en 1892 en Ámsterdam de la Unión Liberal y el Club Político del Pensamiento Libre escindido también de la Unión Liberal en el año 1901. Ambas organizaciones se escinden de la Unión Liberal por no incluir el sufragio universal masculino en su programa. En las elecciones generales holandesas de ese mismo año, obtiene 9 asientos en la Cámara de Representantes de los Estados Generales. En las elecciones para el Senado de los Estados Generales de 1904, obtiene un escaño. En las elecciones de 1905, aumenta su representación a 11 diputados y entra en el gobierno que preside el liberal Theodor de Meester. Aunque el partido se había escindido de los liberales por el tema del sufragio, era pragmático y apoyó a los liberales contra los confesionales, tanto católicos como reformados.  
En las elecciones de 1909 y 1913 pierde representación electoral, pero al no existir en 1913, una mayoría confesional, intenta crear una mayoría con liberales y socialdemócratas para dar sufragio masculino y crear pensiones para la jubilación y el desempleo, pero esta no cuaja porque los socialdemócratas rehúsan, al negarse las demás organizaciones al desarme unilateral del país. Se integrará después en el gobierno de Pieter Cort van der Linden. En estos años se produce una crisis interna cuando Willem Treub (que era su ministro en el gobierno), tiene una fuerte discusión con la dirección del partido, rompe con la liga y crea un nuevo partido llamado Liga Económica. En esta época, se consigue el sufragio masculino primero y luego el femenino, que es uno de los puntos fundamentales del partido. 
En los años 20 se mueve en una bancada de 5 a 7 diputados y se situaba en la oposición. Aunque en 1925 intenta un gobierno con católicos y socialdemócratas, éste fracasa al declinar los primeros la propuesta. El partido se mantiene estable los primeros años, pero el cambio de coyuntura a partir de 1933 (ascenso del nazismo, crisis económica del 29, etc.) hace que se integre en un gobierno de centro-derecha con confesionales y liberales. Este gobierno aplica una política económica austera con importantes recortes que resulta muy impopular y, vista la situación internacional, hace una política de rearme para las fuerzas armadas holandesas. Este hecho deterioró las relaciones con los socialdemócratas, que eran buenas. En esta época, surge un importante problema interno cuando su líder, Henri Marchant, se convierte al catolicismo y es forzado a dimitir de la dirección del partido y es sustituido en el cargo por Pieter Oud. En 1937, regresa a la oposición. Volverá al gobierno holandés con los gobiernos de concentración nacional a partir de 1939 y en los del exilio. Como la mayoría de partidos holandeses, estuvo prohibido por los nazis en la época de la ocupación. Sus militantes estuvieron presentes en la resistencia holandesa.
Transcurrida la guerra y en la inmediata posguerra, para romper la política de bloques holandesa, la liga, los socialdemócratas (con los que reanudaron sus relaciones en el exilio) y la Unión Demócrata Cristiana se fusionan en el actual Partido del Trabajo en 1946. Como resultante, Oud abandonaría el partido con un grupo de seguidores en 1948 y se integrará en el Partido Popular por la Libertad y la Democracia. Algunos exmilitantes intentan resucitarlo en los años 50 con moderado éxito.
Demócratas 66 se considera heredero de la liga.

## Ideología
Era un partido de carácter progresista que asumía las propuestas democráticas de control por parte del estado y por parte del pueblo. Creía en la propiedad personal, pero valoraba la utilidad social de esta y la intervención estatal en la economía. Esto se manifestó en la creación de las bases de un estado del bienestar con la implementación de pensiones públicas de jubilación y paro, la propiedad pública de servicios básicos como ferrocarriles e industrias energéticas (Treub, cuando tuvo responsabilidades de gobierno en Ámsterdam todavía en la Unión Radical municipalizó el servicio de aguas y la compañía telefónica) y en el fomento por parte del estado del Cooperativismo. También tenía una agenda pro feminista (Aletta Jacobs, pionera del feminismo holandés, fue importante militante de la organización), hace que solicite el voto femenino y que las mujeres tuvieran participación en la vida pública, social y económica del país. Proponía también la supresión del Senado de los Estados Generales, la capacidad de la ciudadanía para votar las leyes en referéndum, que los trabajadores tuvieran voz en su formación, dar autonomía para Las Indias Orientales, la participación de los nativos en la vida política del territorio y la protección de la belleza natural. La Liga era una organización liberal de costumbres. Partidario de un ejército holandés popular en sus inicios, en el periodo de entre-guerras, era partidario de un desarme general, política que abandonó a mediados de la década de los 30 debido a los avatares mundiales.

## Electorado e implantación
Los votantes de la liga eran de clase media (profesionales, trabajadores de la enseñanza, funcionarios y empleados), medianos propietarios agrícolas y trabajadores cualificados. Sus más importantes feudos de votantes fueron las ciudades de Ámsterdam y Róterdam (ciudades en las que la liga obtuvo la alcaldía). Pero también estaba presente en las provincias de Drente, Groninga, Holanda Septentrional y Holanda Meridional.

## Resultados electorales
| Año  | Votos        | %    | Resultado | +/-         | Gobierno              |
| ---- | ------------ | ---- | --------- | ----------- | --------------------- |
| 1901 | 23.398 (#6)  | 6,09 | 9/100     | 5           | Oposición             |
| 1905 | 51.595 (#6)  | 8,84 | 11/100    | 2           | Apoyo externo         |
| 1909 | 54.007 (#6)  | 9,06 | 9/100     | 2           | Oposición             |
| 1913 | 56.462 (#6)  | 7,35 | 7/100     | 2           | Apoyo externo         |
| 1917 |              |      | 8/100     | 1           | Apoyo externo         |
| 1918 | 70.674 (#6)  | 5,27 | 5/100     | 3           | Oposición             |
| 1922 | 134.595 (#6) | 4,59 | 5/100     | Sin cambios | Oposición             |
| 1925 | 187.183 (#6) | 6,07 | 7/100     | 2           | Oposición             |
| 1929 | 208.979 (#6) | 6,18 | 7/100     | Sin cambios | Oposición             |
| 1933 | 188.950 (#6) | 5,08 | 6/100     | 1           | Coalición             |
| 1937 | 239.502 (#5) | 5,90 | 6/100     | Sin cambios | Oposición (1937-1939) |
| 1937 | 239.502 (#5) | 5,90 | 6/100     | Sin cambios | Coalición (1939-1946) |

## Enlaces
- https://www.parlement.com/id/vh8lnhrp8wti/vrijzinnig_democratische_bond_vdb  Esbozo del partido por parte de la web del parlamento holandés.

- Datos: Q1751767
- Multimedia: Vrijzinnig Democratische Bond / Q1751767